# Saprinus goergeni
Saprinus goergeni är en skalbaggsart som beskrevs av Yves Gomy 2000. Saprinus goergeni ingår i släktet Saprinus och familjen stumpbaggar. Inga underarter finns listade i Catalogue of Life.